# Google Nexus
Google Nexus是一個使用Android作業系統的消費電子產品系列，由Google設計、開發、銷售並提供支援，並由與Google合作的原始設備製造商製造並進行部分的開發。除了主要的智能手机产品外，该生产线还包括平板电脑和流媒体播放器，包括：Nexus 6P手機（華為製造）、Nexus 5X手機（LG製造）、Nexus 9平板電腦（HTC製造）以及Nexus Player媒體播放器（華碩製造）。Nexus于2010年1月推出，并于2016年10月停产，由Google Pixel取代。
Nexus系列设备被视为 Google 的核心Android产品。它们几乎不包含任何制造商或无线运营商对Android的修改（例如自定义用户界面 ），尽管通过运营商销售的设备可能有SIM卡锁定、带有一些额外的品牌，并且软件更新速度可能比无锁版本慢。除某些特定于运营商的版本外，Nexus设备通常是首批接收操作系统更新的Android设备之一。  所有Nexus设备都配备可解锁的引导加载程序，以允许进一步开发以及由最终用户修改。尽管Nexus设备最初仅少量生产，因为它们是作为开发者手机设计的，但由于这一系列设备没有对Android进行过多的臃肿软件/修改，同时提供了与 OEM 更昂贵的旗舰智能手机相似的性能，Nexus设备获得了大量追随者。除了Nexus计划之外，Google还出售OEM设备的Google Play版本，这些设备运行的是未经 OEM 或运营商修改的“原始”版Android。
参与Nexus项目的OEM厂商包括HTC、三星、LG、摩托罗拉、华为和华硕。2016年末，Nexus系列被Google Pixel取代，它提供类似的原生Android体验，但售价高出许多，直接与OEM的旗舰智能手机竞争。Google表示他们目前没有计划生产更多Nexus设备。 2017年，Google与HMD Global合作生产新款诺基亚手机，作为Android One计划的一部分，该计划被一些人视为Nexus的精神续作。   

## 裝置

### 智能手機

#### Nexus One
Nexus One是由HTC代工，於2010年1月發布的首款Nexus系列手機，首發搭載Android 2.1 Eclair，2010年5月成為首款支援升級至Android 2.2 Froyo的智能手機，支援升級至Android 2.3 Gingerbread。

#### Nexus S
Nexus S由三星代工，於2010年12月發布，首發搭載Android 2.3 Gingerbread，支援升級至Android 4.1 Jelly Bean。

#### Galaxy Nexus
Galaxy Nexus由三星代工，於2011年11月發布（GSM版本，美國Verizon公司於2011年12月15日發布），首發搭載Android 4.0 Ice Cream Sandwich，支援升級至Android 4.3 Jelly Bean。

#### Nexus 4
Nexus 4由LG代工，於2012年10月29日發布，首發搭載Android 4.2 Jelly Bean，是首款支援無線充電的Nexus裝置，支援升級至Android 5.1.1 Lollipop。
- 存储: 8 or 16 GB
- 電池: Non-removable Li-Po 2100 mAh battery

#### Nexus 5
Nexus 5由LG代工，於2013年10月31日發布，首發搭載Android 4.4 KitKat，支援升級至Android 6.0 Marshmallow。

#### Nexus 6
Nexus 6由Motorola製造，於2014年10月15日發布，首發搭載Android 5.0 Lollipop，支援升級至Android 7.0 Nougat。

#### Nexus 5X
Nexus 5X由LG製造，於2015年9月29日發布，首發搭載Android 6.0 Marshmallow，支援升級至Android 8.0 Oreo。

#### Nexus 6P
Nexus 6P由Huawei製造，於2015年9月29日發布，首發搭載Android 6.0 Marshmallow，支援升級至Android 8.0 Oreo。

#### 比較
| 型号               | Nexus One                       | Nexus S                                | Galaxy Nexus                            | Nexus 4                             | Nexus 5                             | Nexus 6                              | Nexus 5X                             | Nexus 6P                             |
| ------------------ | ------------------------------- | -------------------------------------- | --------------------------------------- | ----------------------------------- | ----------------------------------- | ------------------------------------ | ------------------------------------ | ------------------------------------ |
| 圖片               |                                 |                                        |                                         |                                     |                                     |                                      |                                      |                                      |
| 製造商             | HTC                             | Samsung                                | Samsung                                 | LG                                  | LG                                  | Motorola                             | LG                                   | Huawei                               |
| 发布日期           | 2010年1月5日                    | 2010年12月6日                          | 2011年11月17日                          | 2012年10月29日                      | 2013年10月31日                      | 2014年10月15日                       | 2015年9月29日                        | 2015年9月29日                        |
| 显示屏             | 3.7英寸 800x480 解像度          | 4.0英寸 800x480 解像度                 | 4.7英寸 1280x720 解像度                 | 4.7英寸 1280x768 解像度             | 4.95英寸 1920x1080 解像度           | 5.96英寸 2560x1440 解像度            | 5.2英寸 1920x1080 解像度             | 5.7英寸 2560x1440 解像度             |
| 系统芯片（SoC）    | 高通驍龍 QSD8250 1.0 GHz        | 三星 Exynos 3110 1.0 GHz               | 德州儀器 OMAP 4460 1.2 GHz              | 高通驍龍 S4 Pro APQ8064 1.5 GHz     | 高通驍龍 800 2.26 GHz               | 高通驍龍 805 2.65 GHz                | 高通驍龍 808 1.8 GHz                 | 高通驍龍 810 2.0 GHz                 |
| 内存               | 512 MB                          | 512 MB                                 | 1 GB                                    | 2 GB                                | 2 GB                                | 3 GB                                 | 2 GB                                 | 3 GB                                 |
| 容量               | 512 MB                          | 16 GB                                  | 32 GB                                   | 8/16 GB                             | 16/32 GB                            | 32/64 GB                             | 16/32 GB                             | 32/64/128 GB                         |
| 相机               | -（前置） 500万像素CMOS（后置） | VGA(640×480)（前置） 500万像素（后置） | 130万像素（前置） 500万像素（后置）     | 130万像素（前置） 800万像素（后置） | 130万像素（前置） 800万像素（后置） | 200万像素（前置） 1300万像素（后置） | 500万像素（前置） 1230万像素（后置） | 800万像素（前置） 1230万像素（后置） |
| 电池               | 1400mAh 锂离子电池              | 1500mAh 锂离子电池                     | 1750mAh（HSPA+版本） 1850mAh（LTE版本） | 2100mAh                             | 2300mAh                             | 3220mAh                              | 2700mAh                              | 3450mAh                              |
| 預裝操作系统       | 2.1 Eclair                      | 2.3 Gingerbread                        | 4.0 Ice Cream Sandwich                  | 4.2 Jelly Bean                      | 4.4 KitKat                          | 5.0 Lollipop                         | 6.0 Marshmallow                      | 6.0 Marshmallow                      |
| 支持的最新操作系统 | 2.3.6 Gingerbread               | 4.1.2 Jelly Bean                       | 4.3 Jelly Bean                          | 5.1.1 Lollipop                      | 6.0.1 Marshmallow                   | 7.1.1 Nougat                         | 8.1.0 Oreo                           | 8.1.0 Oreo                           |
| 接口               | Micro-USB                       | Micro-USB                              | Micro-USB                               | Micro-USB                           | Micro-USB                           | Micro-USB                            | Type-C                               | Type-C                               |

### 平板電腦

#### Nexus 7

##### 第一代
Nexus 7是由 華碩 代工，於Google I/O 2012發佈的一款平板電腦，首發搭載 Android 4.1 Jelly Bean，其最新支援升級至Android 5.1.1（Lollipop）。並採用Nvidia Tegra 3四核心處理器。售價為199美元（8GB）及249美元（16GB）。2012年10月29日，推出32GB版本的Nexus7，同时16GB的Nexus 7将降价为199美元，全新推出的32GB版本售价249美元，32GB版本将同时包含支持HSPA+数据网络连接的Nexus 7设备，售价为299美元。

##### 第二代
Nexus 7 (2013)是由 華碩 代工，於2013年7月24日發佈，於7月30日在美國發售。採用比一代更窄身的機身設計，機背標誌帶坑紋，與一代機背圓點紋同樣能減低滑手的機會，更加入4G LTE版本，設500萬像素鏡頭。其最新支援升級至 Android 6.0.1（Marshmallow）。

#### Nexus 9

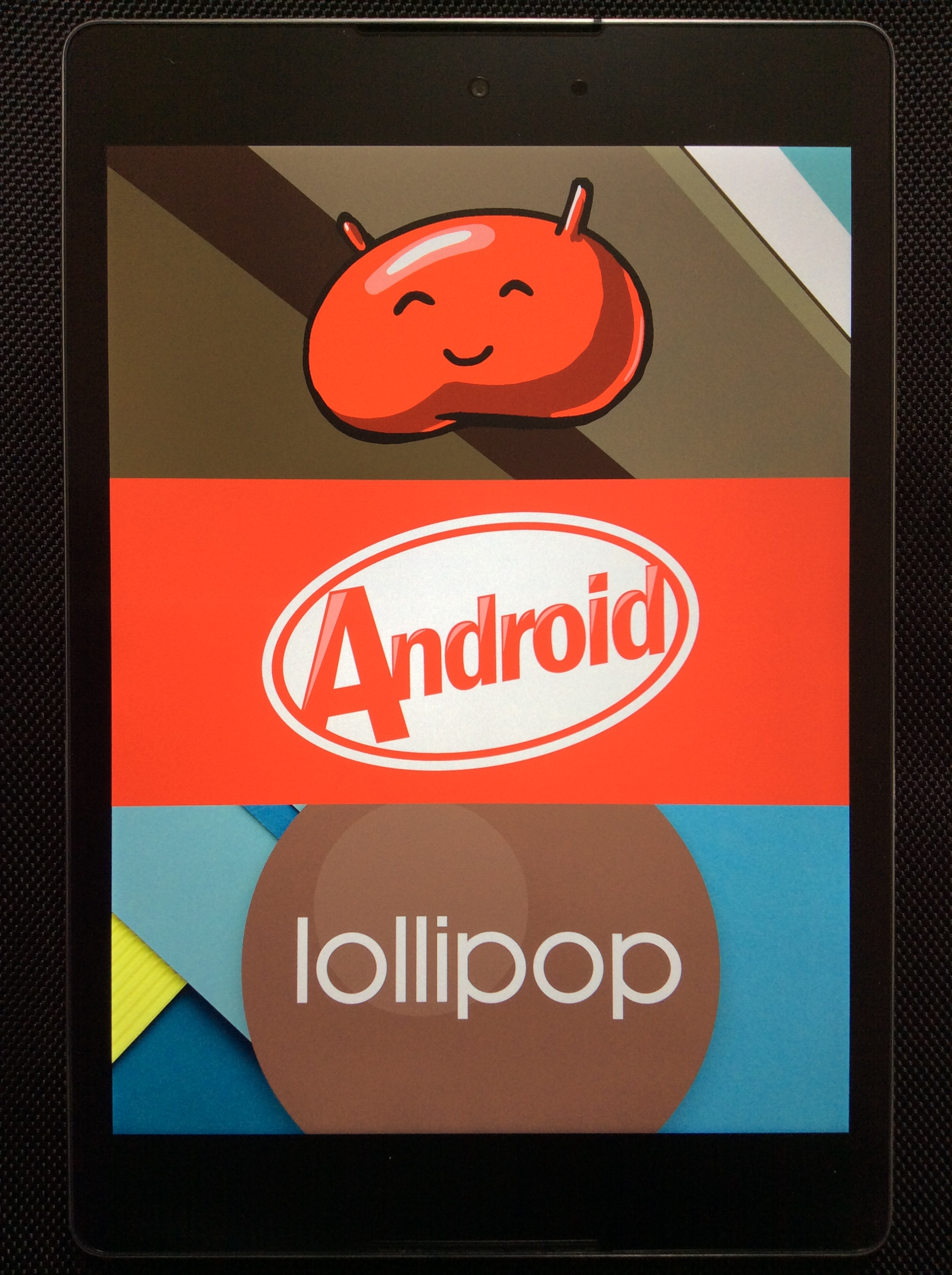
Google Nexus 9平板電腦

Nexus 9是由HTC代工，於2014年10月15日發佈，首發搭載 Android 5.0 Lollipop。其最新支援升級至Android 5.1.1（Lollipop）。採用NVIDIA Tegra K1 64位元2.3 GHz雙核心處理器，螢幕比例採用4:3，螢幕解析度為2048 x 1536 2K等級1670萬色8.9吋IPS。搭載HTC獨有之BoomSound雙前置立體揚聲器，主相機800萬畫素支援1080p攝錄，光圈為F/2.4，亦內建LED補光燈及支援自動對焦功能、前鏡頭160萬畫素支援720p攝錄，光圈亦是F/2.4；厚7.95mm，分別有黑、白及沙色3種顏色，而機背就採用了磨砂設計；電池容量6,700mAh，2GB RAM及16GB或32GB儲存空間；支援藍牙4.1及NFC、802.11 ac 2×2 MIMO多天線功能，除Wi-Fi版本外亦有4G LTE版本，未配備Micro SD擴充設備，機身重量425克。美國時間2014年10月17日開始預售，HTC Nexus 9 Wi-Fi版於2014年10月底在台灣上市。

#### Nexus 10
Nexus 10是由三星代工，於2012年10月29日發布的一款Nexus系列平板電腦，是由谷歌和三星共同研发推出的平板设备，搭載Android 4.2操作系统，配備10英寸屏幕，分辨率為2560x1600，300PPI。Nexus 10的16GB版本售价399美元，32GB版本售价499美元。谷歌于11月13日在美国、英国、澳大利亚、法国、德国、西班牙、加拿大和日本的Google Play Store中出售这款平板设备。其最新支援升級至 Android 5.1.1（Lollipop）。

### 机顶盒/流媒体设备

#### Nexus Q
Nexus Q是Nexus產品家族中一款流媒體娛樂設備。這一產品搭載整合了Google Play内容服务的Android操作系统。其外形是圆形的。

#### Nexus Player
Nexus Player是一款由华硕代工、搭载了Android TV平台的流媒体娱乐设备。使用圆扁形外观。
Nexus Player除了可以观看或收听Google Play上的内容，也可以观看或收听诸如Netflix、TuneIn等网站的流媒体视频。除此之外，通过Android TV平台开发的游戏也可以在Nexus Player上运行。
配有专用游戏手柄，允许用户使用手柄游玩游戏。